# Fußball-Club 08 Homburg/Saar 1985-1986
Questa voce raccoglie le informazioni riguardanti il Fußball-Club 08 Homburg/Saar nelle competizioni ufficiali della stagione 1985-1986.

## Stagione
Nella stagione 1985-1986 l'Homburg, allenato da Fritz Fuchs, concluse il campionato di 2. Bundesliga al 1º posto. In Coppa di Germania l'Homburg fu eliminato agli ottavi di finale dal Borussia Dortmund.

## Rosa
| N. |                        | Ruolo | Calciatore        |
| -- | ---------------------- | ----- | ----------------- |
|    | Germania (bandiera)    | P     | Klaus Scherer     |
|    | Germania (bandiera)    | D     | Frank Altherr     |
|    | Stati Uniti (bandiera) | D     | Tom Dooley        |
|    | Germania (bandiera)    | D     | Horst Ehrmantraut |
|    | Germania (bandiera)    | D     | Kay Friedmann     |
|    | Germania (bandiera)    | D     | Andreas Hentrich  |
|    | Germania (bandiera)    | D     | Kurt Knoll        |
|    | Germania (bandiera)    | D     | Frank Lebong      |
|    | Danimarca (bandiera)   | D     | Jesper Petersen   |
|    | Germania (bandiera)    | C     | Bernd Beck        |

| N. |                     | Ruolo | Calciatore         |
| -- | ------------------- | ----- | ------------------ |
|    | Germania (bandiera) | C     | Werner Mörsdorf    |
|    | Germania (bandiera) | C     | Frank Niederländer |
|    | Germania (bandiera) | C     | Michael Pfahler    |
|    | Germania (bandiera) | C     | Wolfram Schanda    |
|    | Germania (bandiera) | C     | Gerd Schwickert    |
|    | Germania (bandiera) | C     | Günther Tilk       |
|    | Germania (bandiera) | A     | Uwe Freiler        |
|    | Germania (bandiera) | A     | Uwe Fuchs          |
|    | Germania (bandiera) | A     | Manfred Lenz       |
|    | Germania (bandiera) | A     | Klaus Müller       |

## Organigramma societario
Area tecnica
- Allenatore: Fritz Fuchs
- Allenatore in seconda:
- Preparatore dei portieri:
- Preparatori atletici:

## Calciomercato

### Sessione estiva
| Acquisti | Acquisti          | Acquisti          | Acquisti |
| R.       | Nome              | da                | Modalità |
| -------- | ----------------- | ----------------- | -------- |
| C        | Bernd Beck        | Kickers Offenbach |          |
| D        | Horst Ehrmantraut | Hertha Berlino    |          |
| D        | Kurt Knoll        | Saarbrücken       |          |

| Cessioni | Cessioni          | Cessioni      | Cessioni |
| R.       | Nome              | a             | Modalità |
| -------- | ----------------- | ------------- | -------- |
| C        | Milan Ičin        | Lokeren       |          |
| A        | Gerd Dais         | Sandhausen    |          |
| A        | Dietmar Fritzsche | RW Oberhausen |          |

### Sessione invernale
| Acquisti | Acquisti | Acquisti | Acquisti |
| R.       | Nome     | da       | Modalità |
| -------- | -------- | -------- | -------- |

| Cessioni | Cessioni | Cessioni | Cessioni |
| R.       | Nome     | a        | Modalità |
| -------- | -------- | -------- | -------- |

## Risultati

### 2. Bundesliga

#### Girone di andata
| Arbitro: | Neuner |

|                |           |  |
| Struckmann 56’ | Marcatori |  |

| Arbitro: | Pauly |

|                                                                       |           |          |
| Schwickert 39’ (rig.), 48’ (rig.), 58’ Dooley 40’, 74’ Fuchs 44’, 54’ | Marcatori | 63’ Linz |

| Arbitro: | Pauly |

|                                      |           |             |
| Schäfer 7’ Dubovina 33’ Tobollik 60’ | Marcatori | 58’ Freiler |

| Arbitro: | Brückner |

|                    |           |  |
| Beck 11’ Knoll 82’ | Marcatori |  |

| Arbitro: | Krug |

|                             |           |  |
| Weiner 13’ Schlumberger 50’ | Marcatori |  |

| Arbitro: | Hellwig |

|                                                            |           |  |
| Müller 24’ Beck 50’, 65’ (rig.) Dooley 89’ Ehrmantraut 90’ | Marcatori |  |

| Arbitro: | Broska |

|                          |           |  |
| Finke 33’ Olaidotter 51’ | Marcatori |  |

| Arbitro: | Barnick |

|                     |           |                 |
| Beck 32’ Müller 39’ | Marcatori | 29’ Pickenäcker |

| Arbitro: | Steffens |

|  |           |           |
|  | Marcatori | 60’ Knoll |

| Arbitro: | Bodmer |

|  |           |                     |
|  | Marcatori | 43’ Ritter 46’ Ruof |

| Arbitro: | Amerell |

|                       |           |            |
| Freiler 53’, 72’, 82’ | Marcatori | 52’ Ridder |

| Arbitro: | Müller |

|                                    |           |                                           |
| Grabosch 21’ (rig.) Kurtenbach 56’ | Marcatori | 6’ Mörsdorf 10’ Lenz 82’ (rig.) Friedmann |

| Arbitro: | Brehm |

|                                                       |           |               |
| Mörsdorf 10’, 48’ Lenz 23’ Dooley 53’, 78’ Müller 86’ | Marcatori | 41’ Cestonaro |

| Arbitro: | Kruse |

|                                   |           |                      |
| Fraßmann 60’ (rig.) Reisinger 71’ | Marcatori | 57’ Dooley 88’ Fuchs |

| Arbitro: | Steinborn |

|                       |           |             |
| Freiler 4’ Dooley 71’ | Marcatori | 63’ Mattern |

| Arbitro: | Bauer |

|             |           |                                                                                 |
| Brendel 59’ | Marcatori | 4’ (aut.) Goldammer 10’, 59’ Freiler 33’ (rig.) Friedmann 53’ Beck 67’ Mörsdorf |

| Homburg 20 novembre 1985, ore 19:30 CET 17ª giornata | Homburg   | 0 – 0 referto | Karlsruhe | Waldstadion (2 800 spett.)\| Arbitro: \| Gangkofer \| |
| Arbitro:                                             | Gangkofer |               |           |                                                       |

| Arbitro: | Boos |

|            |           |                                           |
| Kunkel 55’ | Marcatori | 18’, 81’ Dooley 68’ (rig.), 72’ Friedmann |

| Arbitro: | Föckler |

|                         |           |          |
| Mörsdorf 48’ Müller 58’ | Marcatori | 80’ Kuhl |

#### Girone di ritorno
| Arbitro: | Kasperowski |

|                                                           |           |  |
| Schwickert 12’ Lenz 18’ Knoll 26’ Friedmann 32’ Fuchs 35’ | Marcatori |  |

| Arbitro: | Schütte |

|            |           |                      |
| Marmon 31’ | Marcatori | 57’ (rig.) Friedmann |

| Arbitro: | Puchalski |

|                                             |           |                           |
| Freiler 29’ Fuchs 43’ Müller 49’ Dooley 83’ | Marcatori | 31’ Dubovina 75’ Lindenau |

| Arbitro: | Steffens |

|         |           |  |
| Löw 61’ | Marcatori |  |

| Arbitro: | Schmidhuber |

|           |           |            |
| Fuchs 18’ | Marcatori | 84’ Lellek |

| Arbitro: | Bauer |

|              |           |               |
| Steubing 22’ | Marcatori | 71’ Friedmann |

| Arbitro: | Kruse |

|            |           |  |
| Dooley 50’ | Marcatori |  |

| Arbitro: | Schäfer |

|                         |           |                            |
| Schneider 79’ Gorka 88’ | Marcatori | 55’ Dooley 73’ Ehrmantraut |

| Arbitro: | Krug |

|             |           |  |
| Freiler 59’ | Marcatori |  |

| Arbitro: | Strigel |

|                                     |           |                 |
| Knoll 36’ (aut.) Brandts 82’ (rig.) | Marcatori | 39’, 68’ Müller |

| Arbitro: | Ermer |

|                 |           |                   |
| Kohn 57’ (rig.) | Marcatori | 14’ (aut.) Helmer |

| Arbitro: | Amerell |

|  |           |                |
|  | Marcatori | 33’ Kurtenbach |

| Arbitro: | Heitmann |

|                                           |           |  |
| Cestonaro 7’ Bakalorz 9’ Freudenstein 41’ | Marcatori |  |

| Arbitro: | Diekert |

|                                      |           |  |
| Friedmann 7’, 37’ (rig.) Freiler 85’ | Marcatori |  |

| Arbitro: | Jupe |

|  |           |                                   |
|  | Marcatori | 16’ Mörsdorf 69’ (rig.) Friedmann |

| Arbitro: | Müller |

|                     |           |         |
| Dooley 69’ Tilk 80’ | Marcatori | 60’ Eck |

| Arbitro: | Bodmer |

|                                         |           |  |
| Schütterle 21’ Künast 24’ Pilipović 44’ | Marcatori |  |

| Arbitro: | Brückner |

|          |           |            |
| Beck 77’ | Marcatori | 61’ Tilner |

| Arbitro: | Ahlenfelder |

|  |           |                            |
|  | Marcatori | 11’ Dooley 74’ Ehrmantraut |

### Coppa di Germania
| Arbitro: | Stark |

|                                 |           |                                  |
| Finke 15’ Vollmer 20’ Elser 40’ | Marcatori | 55’ Müller 81’ Beck 89’ Mörsdorf |

| Arbitro: | Wuttke |

|                                              |           |                |
| Knoll 8’ Tilk 30’ Ehrmantraut 71’ Dooley 82’ | Marcatori | 75’ Dannenberg |

| Arbitro: | Brückner |

|                     |           |                                      |
| Emmerich 43’ (rig.) | Marcatori | 24’ (rig.) Friedmann 65’, 87’ Müller |

| Arbitro: | Wittke |

|               |           |                               |
| Friedmann 15’ | Marcatori | 71’, 104’ Wegmann 114’ Simmes |

## Statistiche

### Statistiche di squadra
| Competizione      | Punti | In casa | In casa | In casa | In casa | In casa | In casa | In trasferta | In trasferta | In trasferta | In trasferta | In trasferta | In trasferta | Totale | Totale | Totale | Totale | Totale | Totale | DR  |
| Competizione      | Punti | G       | V       | N       | P       | Gf      | Gs      | G            | V            | N            | P            | Gf           | Gs           | G      | V      | N      | P      | Gf     | Gs     | DR  |
| ----------------- | ----- | ------- | ------- | ------- | ------- | ------- | ------- | ------------ | ------------ | ------------ | ------------ | ------------ | ------------ | ------ | ------ | ------ | ------ | ------ | ------ | --- |
| 2. Bundesliga     | 49    | 19      | 14      | 3       | 2       | 47      | 14      | 19           | 6            | 6            | 7            | 28           | 28           | 38     | 20     | 9      | 9      | 75     | 42     | +33 |
| Coppa di Germania | -     | 2       | 1       | 0       | 1       | 5       | 4       | 2            | 1            | 1            | 0            | 6            | 4            | 4      | 2      | 1      | 1      | 11     | 8      | +3  |
| Totale            | 49    | 21      | 15      | 3       | 3       | 52      | 18      | 21           | 7            | 7            | 7            | 34           | 32           | 42     | 22     | 10     | 10     | 86     | 50     | +36 |

### Andamento in campionato
| Giornata  | 1  | 2 | 3  | 4  | 5  | 6  | 7  | 8  | 9 | 10 | 11 | 12 | 13 | 14 | 15 | 16 | 17 | 18 | 19 | 20 | 21 | 22 | 23 | 24 | 25 | 26 | 27 | 28 | 29 | 30 | 31 | 32 | 33 | 34 | 35 | 36 | 37 | 38 |
| --------- | -- | - | -- | -- | -- | -- | -- | -- | - | -- | -- | -- | -- | -- | -- | -- | -- | -- | -- | -- | -- | -- | -- | -- | -- | -- | -- | -- | -- | -- | -- | -- | -- | -- | -- | -- | -- | -- |
| Luogo     | T  | C | T  | C  | T  | C  | T  | C  | T | C  | C  | T  | C  | T  | C  | T  | C  | T  | C  | C  | T  | C  | T  | C  | T  | C  | T  | C  | T  | T  | C  | T  | C  | T  | C  | T  | C  | T  |
| Risultato | P  | V | P  | V  | P  | V  | P  | V  | V | P  | V  | V  | V  | N  | V  | V  | N  | V  | V  | V  | N  | V  | P  | N  | N  | V  | N  | V  | N  | N  | P  | P  | V  | V  | V  | P  | N  | V  |
| Posizione | 16 | 6 | 14 | 10 | 13 | 11 | 13 | 11 | 6 | 9  | 8  | 8  | 3  | 4  | 3  | 2  | 1  | 1  | 1  | 1  | 1  | 1  | 1  | 1  | 1  | 1  | 1  | 1  | 1  | 1  | 2  | 3  | 3  | 1  | 1  | 1  | 1  | 1  |

Legenda:

Luogo: C = Casa; T = Trasferta. Risultato: V = Vittoria; N = Pareggio; P = Sconfitta.

### Statistiche dei giocatori
!! colspan="4" | Totale

| Giocatore       | 2. Bundesliga | 2. Bundesliga | 2. Bundesliga | 2. Bundesliga | Coppa di Germania F. Altherr | Coppa di Germania F. Altherr | Coppa di Germania F. Altherr | Coppa di Germania F. Altherr | 2        | 0    | 0           | 0          | 0 | 0 | 0 | 0 | 2 | 0 | 0 | 0 |
| Giocatore       | Presenze      | Reti          | Ammonizioni   | Espulsioni    | Presenze                     | Reti                         | Ammonizioni                  | Espulsioni                   | Presenze | Reti | Ammonizioni | Espulsioni |   |   |   |   |   |   |   |   |
| B. Beck         | 33            | 6             | 4             | 0             | 3                            | 1                            | 0                            | 0                            | 36       | 7    | 4           | 0          |   |   |   |   |   |   |   |   |
| T. Dooley       | 37            | 14            | 1             | 0             | 4                            | 1                            | 1                            | 0                            | 41       | 15   | 2           | 0          |   |   |   |   |   |   |   |   |
| H. Ehrmantraut  | 32            | 3             | 2             | 0             | 4                            | 1                            | 0                            | 0                            | 36       | 4    | 2           | 0          |   |   |   |   |   |   |   |   |
| U. Freiler      | 36            | 10            | 0             | 0             | 4                            | 0                            | 0                            | 0                            | 40       | 10   | 0           | 0          |   |   |   |   |   |   |   |   |
| K. Friedmann    | 24            | 10            | 6             | 0             | 3                            | 2                            | 1                            | 0                            | 27       | 12   | 7           | 0          |   |   |   |   |   |   |   |   |
| U. Fuchs        | 36            | 6             | 4             | 0             | 4                            | 0                            | 0                            | 0                            | 40       | 6    | 4           | 0          |   |   |   |   |   |   |   |   |
| A. Hentrich     | 29            | 0             | 5             | 0             | 3                            | 0                            | 1                            | 0                            | 32       | 0    | 6           | 0          |   |   |   |   |   |   |   |   |
| M. Ičin         | 1             | 0             | 0             | 0             | 0                            | 0                            | 0                            | 0                            | 1        | 0    | 0           | 0          |   |   |   |   |   |   |   |   |
| K. Knoll        | 36            | 3             | 7             | 0             | 4                            | 1                            | 1                            | 0                            | 40       | 4    | 8           | 0          |   |   |   |   |   |   |   |   |
| F. Lebong       | 1             | 0             | 1             | 0             | 0                            | 0                            | 0                            | 0                            | 1        | 0    | 1           | 0          |   |   |   |   |   |   |   |   |
| M. Lenz         | 25            | 3             | 3             | 0             | 4                            | 0                            | 1                            | 0                            | 29       | 3    | 4           | 0          |   |   |   |   |   |   |   |   |
| W. Mörsdorf     | 31            | 6             | 4             | 1             | 3                            | 1                            | 0                            | 0                            | 34       | 7    | 4           | 1          |   |   |   |   |   |   |   |   |
| K. Müller       | 35            | 7             | 6             | 0             | 4                            | 3                            | 0                            | 0                            | 39       | 10   | 6           | 0          |   |   |   |   |   |   |   |   |
| F. Niederländer | 5             | 0             | 2             | 0             | 0                            | 0                            | 0                            | 0                            | 5        | 0    | 2           | 0          |   |   |   |   |   |   |   |   |
| J. Petersen     | 18            | 0             | 0             | 0             | 1                            | 0                            | 0                            | 0                            | 19       | 0    | 0           | 0          |   |   |   |   |   |   |   |   |
| M. Pfahler      | 15            | 0             | 1             | 0             | 1                            | 0                            | 0                            | 0                            | 16       | 0    | 1           | 0          |   |   |   |   |   |   |   |   |
| W. Schanda      | 8             | 0             | 0             | 0             | 1                            | 0                            | 0                            | 0                            | 9        | 0    | 0           | 0          |   |   |   |   |   |   |   |   |
| K. Scherer      | 38            | 0             | 0             | 0             | 4                            | 0                            | 0                            | 0                            | 42       | 0    | 0           | 0          |   |   |   |   |   |   |   |   |
| G. Schwickert   | 31            | 4             | 8             | 0             | 3                            | 0                            | 3                            | 0                            | 34       | 4    | 11          | 0          |   |   |   |   |   |   |   |   |
| G. Tilk         | 17            | 1             | 1             | 0             | 2                            | 1                            | 1                            | 0                            | 19       | 2    | 2           | 0          |   |   |   |   |   |   |   |   |